# Tadeusz Morawski (1821–1888)
Tadeusz Dzierżykraj-Morawski herbu własnego (ur. 25 czerwca 1821 w Warszawie, zm. 18 grudnia 1888 w Krakowie) – działacz społeczny i polityczny w Wielkim Księstwie Poznańskim, ojciec działacza politycznego Franciszka Morawskiego.

## Biogram
Syn generała Franciszka Dzierżykraj-Morawskiego uczestnika wojen napoleońskich, służącego w wojsku Księstwa Warszawskiego, a po kongresie wiedeńskim w armii Królestwa Polskiego, następnie ministra wojny w czasie powstania listopadowego, w końcu (po dymisji z wojska) ziemianina gospodarzącego w podleszczyńskiej Luboni oraz działacz kulturalnego i literackiego. Matka – Aniela z domu Wierzchowska – szlachcianka z Wołynia, była wychowanicą Izabeli Czartoryskiej, zmarła już w 1826 r.
Tadeusz Dzierżykraj-Morawski pod koniec lat 30. i na początku 40. XIX w. kształcił się, najpierw na uniwersytecie wrocławskim (ojciec Franciszek w tym okresie także się tam przeniósł, by, najpewniej, doglądać edukacji syna), a następnie na berlińskim.
Po powrocie ze studiów do Luboni zajął się gospodarowaniem w rodzinnym majątku. W kolejnych dekadach udzielał się społecznie (m.in. był radcą wielkopolskiego Towarzystwa Kredytowego Ziemskiego), a także pełnił istotne funkcje polityczne, jak wicemarszałkostwo Sejmu Wielkiego Księstwa Poznańskiego. Ukoronowaniem jego aktywności na tych polach było przyznanie mu w 1861 r. przez króla Prus Wilhelma I tytułu szambelana.

## Odznaczenia
- Order Orła Czerwonego III klasy
- Order Orła Czerwonego IV klasy
- Order Korony (Prusy)
- Order Grobu Świętego I klasy
- Order Wirtemberskiej Służby

Odznaczenia te (wraz z ojcowskimi) w latach 70. XX w. zostały przez rodzinę Dzierżykraj-Morawskiego przekazane do zbiorów Gabinetu Numizmatycznego (od 1996 Działu Numizmatycznego) Muzeum Narodowego w Szczecinie. Kolekcję tworzą — ordery: Czerwonego Orła (III i IV klasy) i Świętego Grobu I klasy (z dwoma gwiazdami orderowymi) oraz miniaturki orderowe: Orderu Świętego Grobu z gwiazdą, Orderu Czerwonego Orła, Orderu Wirtemberskiej Służby i Orderu Korony Pruskiej (nr inw. MNS-N-12292; MNS-N-12293; MNS-N-12295/1-3; MNS-N-12296)